# Spisula solida
Spisula solida är en musselart som först beskrevs av Carl von Linné 1758.  Spisula solida ingår i släktet Spisula och familjen Mactridae. Arten har ej påträffats i Sverige. Inga underarter finns listade i Catalogue of Life.
Höger och vänster klaff av samma exemplar:

Höger klaff
Vänster klaff